# Gertrud Gabl
Gertrud Gabl, avstrijska alpska smučarka, * 26. avgust 1948, St. Anton am Arlberg, Avstrija, † 18. januar 1976, St. Anton am Arlberg.
Gertrud Gabl je ena uspešnejših avstrijskih alpskih smučark. Nastopila je na dveh zimskih olimpijskih igrah. V svetovnem pokalu je osvojila en veliki kristalni globus za zmago v skupnem seštevku svetovnega pokala, en mali kristalni globus za zmago v seštevku posamičnih disciplin ter sedem zmag. Umrla je leta 1976 v plazu.